# A fasori református templom orgonája

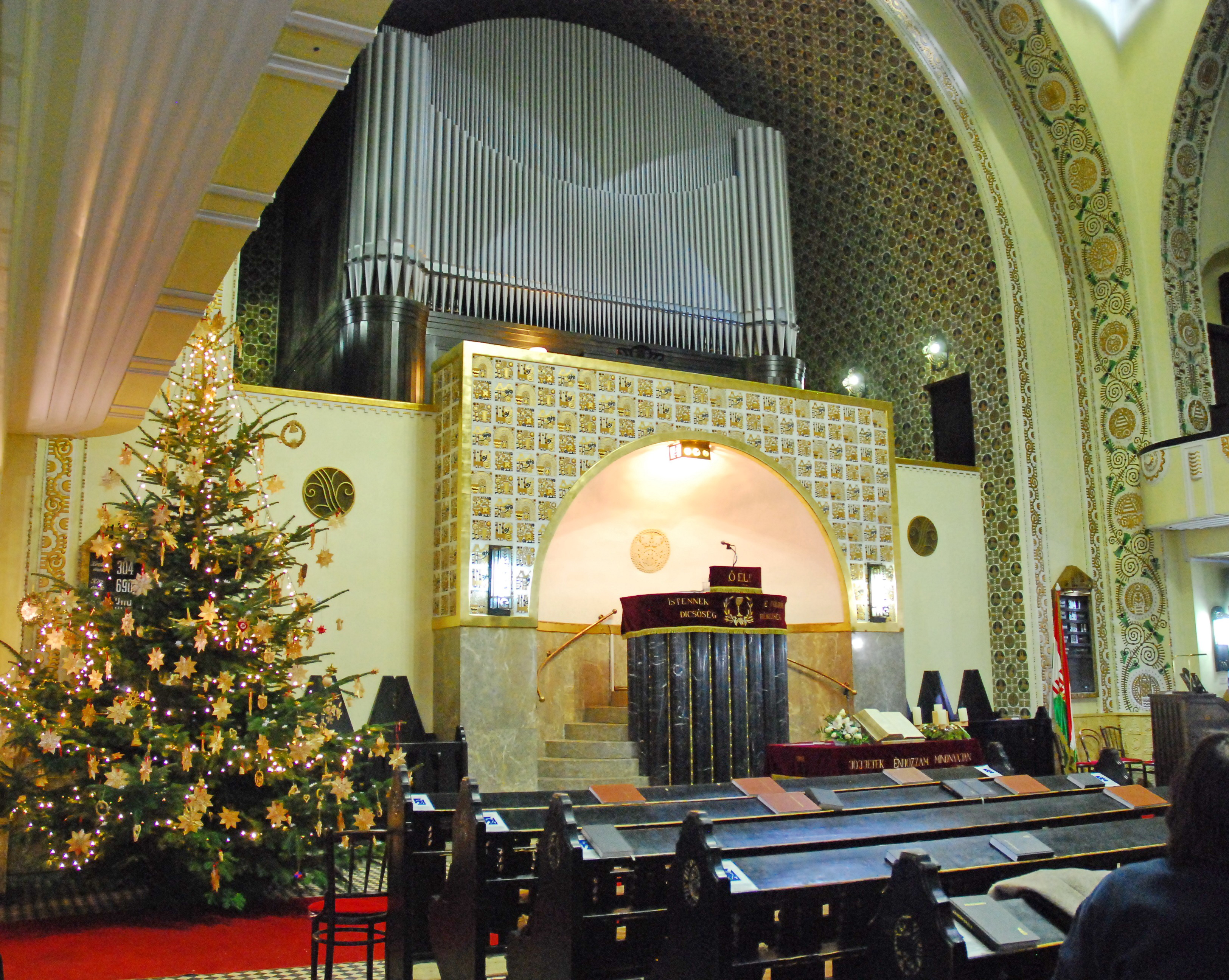

A budapesti fasori református templom orgonáját eredetileg az Angster orgonagyár készítette 1913-ban. Felújítása 2002-ben kezdődött, s végül – 14 éven keresztül tartó munkálatok után – 2016-ban került átadásra a bonyolult belső szerkezettel rendelkező hangszer.

## A templom
A fasori református templom Budapest VII. kerületében, a Városligeti fasor délkeleti oldalán található.

## Az orgona története

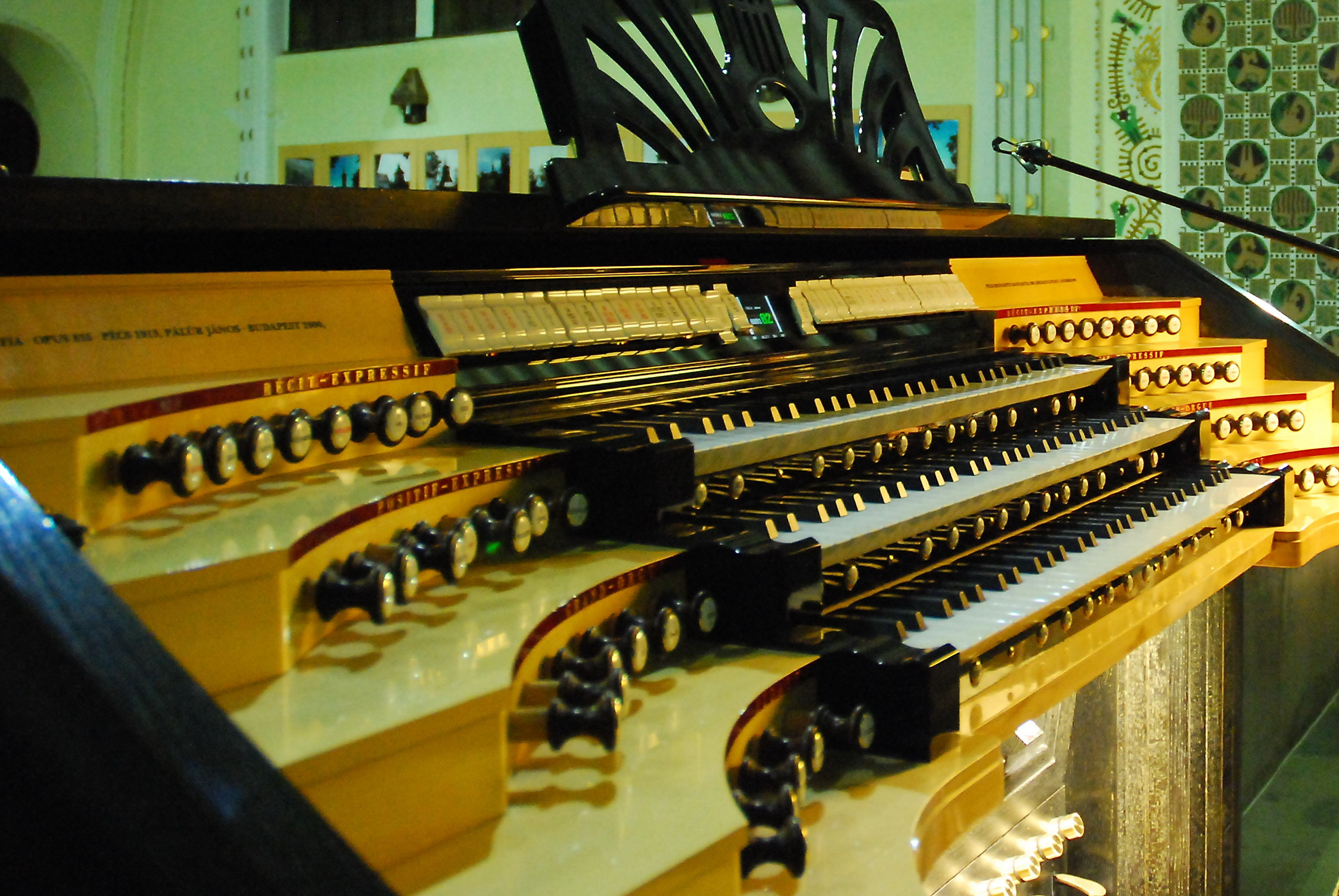

A fasori református templom első orgonáját a híres pécsi orgonaépítő mester Angster József építette 1913-ban. Az orgona az akkori igényeknek megfelelő pneumatikus hangszer volt. Az Angster-orgona az építés után néhány évtizeddel egy kisebb átalakításon, az akkoriban gyakorinak számító barokk ideálhoz való igazításon ment keresztül amely során elvesztette vonóskarát, s ezzel romantikus jellegét. A XX. Századot az orgona ugyan épségben átvészelte, azonban állapota jelentősen leromlott, s szükségessé vált a hangszer teljes felújítása.
A 2000-es évben alakultak ki az újjáépítés feltételei, azonban mivel a munkálatokra meglévő összeg jelentősen elmaradt a valós költségektől, ezért a Pécsi Orgonaépítő Manufaktúra Kft. által 2002-ben elkezdődő kivitelezés csak 14 év alatt, részletekben tudott megvalósulni. A munkálatok több, mint 25000 munkaórát vettek igénybe.  
A 2015-ös befejezést az emberi erőforrások minisztériumának segítsége, pályázatok és magánadományok tették végül lehetővé. Az orgona ünnepélyes átadására 2016 március 6-án került sor.
A fasori református templom orgonáján havi rendszerességgel tartanak koncerteket a 12 éve működő  Fasori Zenés Esték rendezvénysorozat keretében.

## Az orgona
Az orgona a környezetbe illeszkedő, egyszerű megjelenésű, azonban a belsejében bonyolult szerkezeti megoldások vannak. Az orgonának összesen 3685 db sípja van, melyek közül a leghosszabb 5 méter hosszúságú. A hangszerben 3 motor, 3 főfúvó és 16 db kiegyenlítő fúvó található. A teljes Angster sípanyag kijavításra került, és romantikus kiegészítéssel bővült a hangszer.

## Diszpozíció[5]
| Pedal (C-g1)           | I. Grand Orgue (C-c4) | Chamade (C-c6)  | II. Positif expressif (C-c4-c5) | III. Récit (C-c4-c5)         |
| ---------------------- | --------------------- | --------------- | ------------------------------- | ---------------------------- |
| 1. Gd. Bourdon 32'     | 11. Bourdon 16'       | 20. Chamade 16' | 23. Bourdon céleste 8'          | 33. Pileata 16'              |
| 2. Contrabass 16'      | 12. Principal 8'      | 21. Chamade 8'  | 24. Principal 8'                | 34. Viola Principal 8'       |
| 3. Harmonikabass 16'   | 13. Dolce 8'          | 22. Chamade 4'  | 25.Oboa 8'                      | 35. Gamba 8'                 |
| 4. Subbass 16'         | 14. Capricorno 8'     |                 | 26. Flauta duplex 8'            | 36. Vox coelestis from c° 8' |
| 5. Flautabass 8'       | 15. Flûte solo 8'     |                 | 27. Flauta cuspida 4'           | 37. Basson Hautbois 8'       |
| 6. Octave expressif 8' | 16. Bourdon 8'        |                 | 28. Aeoline 4'                  | 38. Flûte harmonique 8'      |
| 7. Cello 8'            |                       |                 | 29. Doublette 2'                | 39. Flauta tibia 4'          |
| 8. Tierce 6 2/5'       | 17. Pr. Octave 4'     |                 | 30. Plein Jeu III 2 2/3'        | 40. Quintatön 8'             |
| 9. Contre-Basson 32'   | 18. Cornet II V 8'    |                 | 31. Trombita 8'                 | 41. Voix humaine 8'          |
| 10. Posaune 16'        | 19. Mixtur V 2 2/3'   |                 | 32. Cromorne 8'                 |                              |
|                        | 19a. Super Octave 2'  |                 | Trémolo POS                     | 42. Fugara 4'                |
|                        |                       |                 |                                 | 43. Octavin 2'               |
|                        |                       |                 |                                 | 44. Harm. aetherea IV 2 2/3' |
|                        |                       |                 |                                 | 45. Basson 16'               |
|                        |                       |                 |                                 | 46. Trompette 8'             |
|                        |                       |                 |                                 | 47. Clairon 4'               |
|                        |                       |                 |                                 | 48. Nazard 2' 2/3'           |
|                        |                       |                 |                                 | 49. Tierece 1 3/5'           |
|                        |                       |                 |                                 | Trémolo R                    |